# Incidente di Mainila

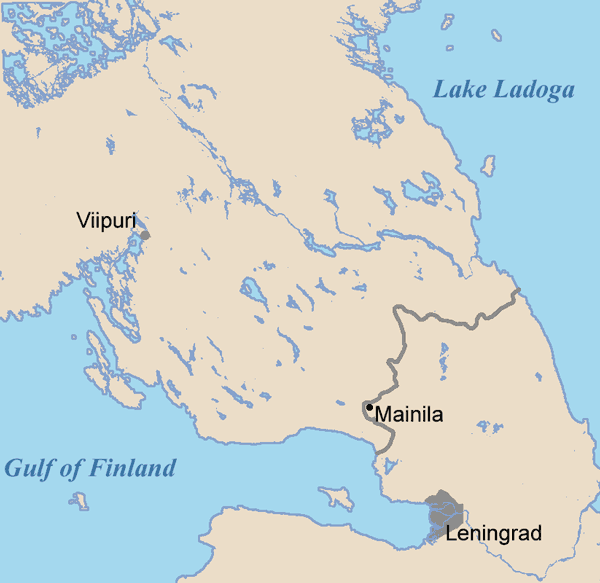
Ubicazione geografica del villaggio di Mainila

Con incidente di Mainila (in finlandese Mainilan laukaukset, in svedese Skotten i Mainila, in russo Ма́йнильский инциде́нт?, Máynil'skiy intsidént) si indica il bombardamento del villaggio russo di Mainila (in russo Ма́йнило?, Máynilo) nei pressi di Beloostrov, avvenuto il 26 novembre 1939 per opera dell'Armata Rossa sovietica. L'Unione Sovietica dichiarò che il bombardamento aveva avuto origine dalla Finlandia oltre il vicino confine e affermò di aver riportato perdite umane nell'incidente. Il bombardamento fu impiegato dall'Unione Sovietica come spinta propagandistica e casus belli per lanciare la guerra d'inverno quattro giorni dopo.
Gli storici hanno ora concluso che il bombardamento di Mainila fu un'operazione di false flag messa in atto dall'agenzia sovietica per la sicurezza dello stato NKVD.

## Antefatti
L'Unione Sovietica aveva firmato trattati internazionali e reciproci di non aggressione con la Finlandia: il Trattato di Tartu del 1920, il Patto di non aggressione sovietico-finlandese firmato nel 1932 e di nuovo nel 1934, e inoltre la Carta della Società delle Nazioni. Il governo sovietico tentò di aderire a una tradizione di legalismo, perciò un casus belli era necessario per la guerra.
All'inizio dello stesso anno, la Germania nazista aveva inscenato l'incidente di Gleiwitz al fine di ottenere una scusa per ritirarsi dal suo patto di non aggressione con la Polonia.
Anche i giochi di guerra sovietici tenutisi nel marzo 1938 e 1939 si erano basati su uno scenario in cui gli incidenti di frontiera che si svolgevano nel villaggio di Mainila avrebbero scatenato la guerra.

## Descrizione

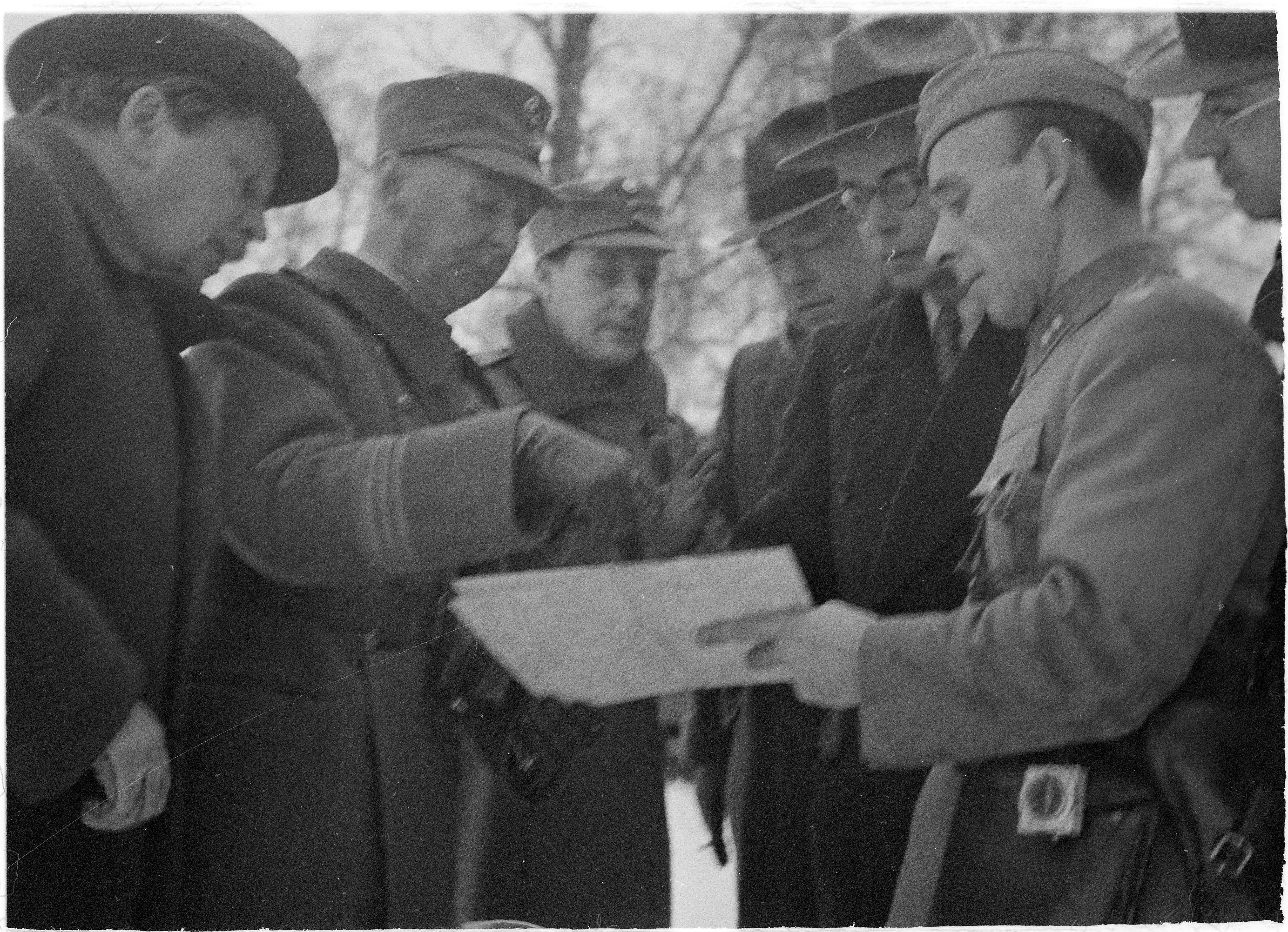
Giornalisti stranieri a Mainila il 29 novembre 1939.

Il 26 novembre 1939, tre postazioni d'osservazione finlandesi notarono l'esplosione di sette colpi d'artiglieria all'interno del territorio sovietico. Il governo di Aimo Cajander negò ogni responsabilità nell'incidente e propose l'istituzione di una commissione d'inchiesta indipendente, ma Mosca rifiutò, e tre giorni dopo ruppe le relazioni diplomatiche con la Finlandia.
I materiali negli archivi privati del leader del Partito Sovietico Andrej Ždanov mostrano che l'incidente venne orchestrato per dipingere la Finlandia come un aggressore e lanciare un'offensiva. La parte finlandese negò la responsabilità degli attacchi e identificò l'artiglieria sovietica come la loro fonte. In effetti, i diari di guerra delle vicine batterie d'artiglieria finlandesi mostrano che Mainila era al di fuori della loro gittata, poiché erano state ritirate per prevenire tali incidenti.
Il 30 novembre 1939 l'Unione Sovietica rinnegò il trattato di non aggressione con la Finlandia e lanciò l'offensiva che avviò la guerra d'inverno.

## Conseguenze
John Gunther, giornalista e autore americano, scrisse nel dicembre 1939 che l'incidente "fu goffo e ovviamente fabbricato come lo sono stati tutti questi 'incidenti' da Mukden nel 1931". I finlandesi condussero un'indagine immediata, che concluse che nessuna artiglieria o mortaio finlandese avrebbe potuto raggiungere il villaggio di Mainila. Il feldmaresciallo Carl Gustaf Emil Mannerheim aveva ordinato a tutti i cannoni finlandesi di ritirarsi fuori portata. Le guardie di frontiera finlandesi testimoniarono di aver sentito il rumore del fuoco dell'artiglieria dal lato sovietico del confine.

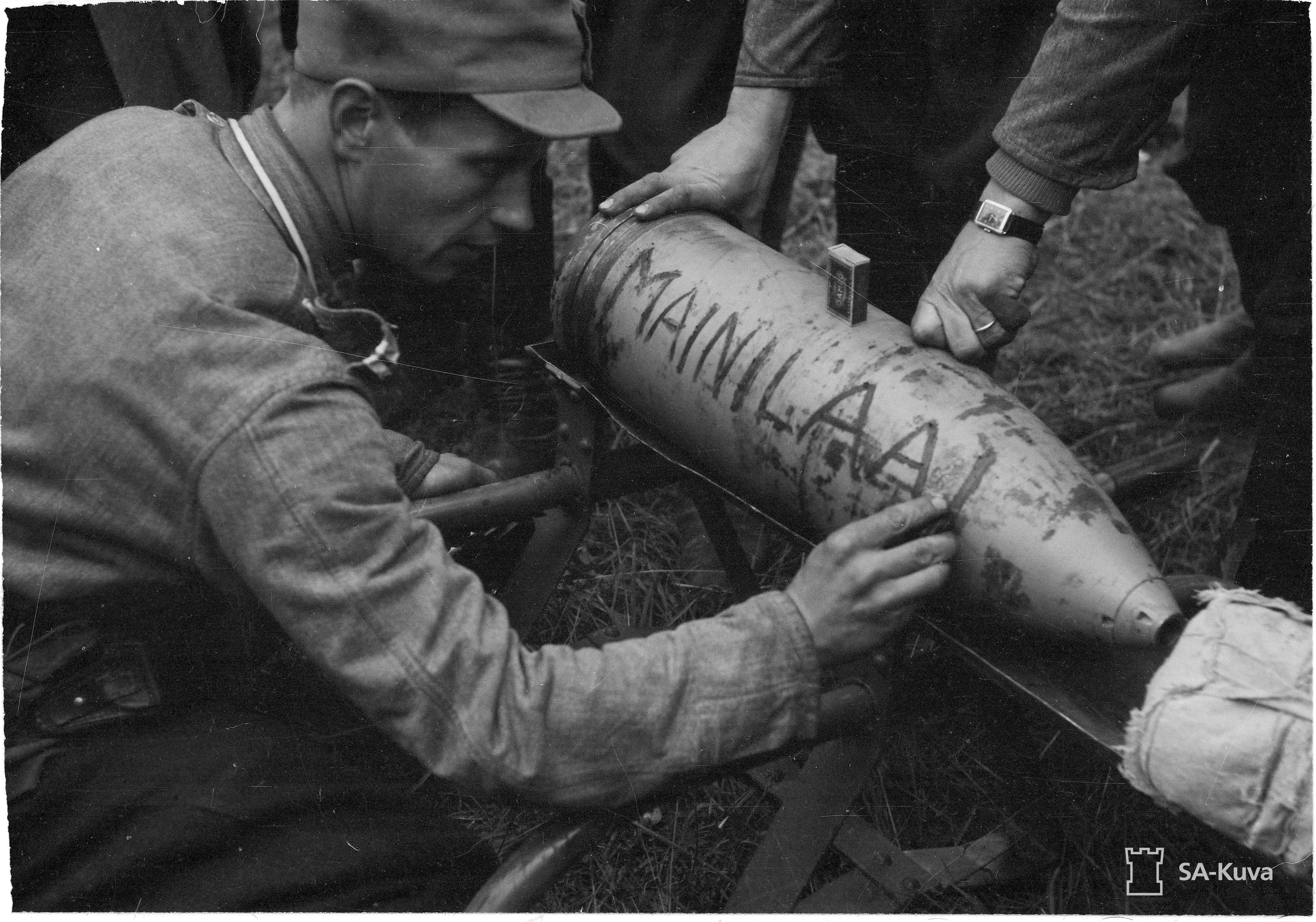
Uomini della 18ª Divisione dell'esercito finlandese che scrivono un "indirizzo" su granate il 31 agosto 1941, prima del bombardamento di Mainila del 1941

Lo storico russo Pavel Aptekar ha analizzato documenti militari sovietici declassificati e ha scoperto che i rapporti giornalieri delle truppe nell'area non riportavano alcuna perdita di personale durante il periodo in questione, portandolo a concludere che il bombardamento delle truppe sovietiche era stato organizzato.
Nel suo libro di memorie del 1970 il premier sovietico Nikita Chruščëv scrisse sull'inizio della guerra d'inverno: "Avevamo sparato con la nostra salva e i finlandesi avevano risposto con il loro fuoco di artiglieria. De facto la guerra era iniziata. C'è, ovviamente, un'altra versione dei fatti: si dice che i finlandesi abbiano iniziato a sparare per primi e che siamo stati costretti a rispondere al fuoco. È sempre così quando le persone iniziano una guerra. Dicono: "hai sparato il primo colpo" o "prima mi hai schiaffeggiato e io sto solo rispondendo".
Il 18 maggio 1994, il presidente russo Boris El'cin denunciò la guerra d'inverno, sostenendo che si era trattato di una guerra di aggressione.

## Il bombardamento finlandese di Mainila del 1941
Durante la guerra di continuazione, la 18ª Divisione dell'esercito finlandese raggiunse il fiume Rajajoki il 31 agosto 1941 e iniziò i preparativi per la presa del villaggio di Mainila. Il loro comandante di divisione, il colonnello Aaro Pajari, riconobbe il valore propagandistico del villaggio e organizzò un attacco di artiglieria a cui assistette un gruppo di fotografi di guerra; il villaggio venne preso poi dai finlandesi un paio di giorni dopo. Nel suo rapporto al quartier generale di Mikkeli, Pajari affermò che "il 31 agosto 1941 la 18ª Divisione ha condotto il bombardamento di Mainila".